# John Jabez Edwin Mayall
John Jabez Edwin Mayall (Oldham, 17 settembre 1813 – Southwick, 6 marzo 1901) è stato un fotografo e politico britannico.
Scattò le prime carte de visite alla regina Vittoria nel 1860.
È altresì famoso per aver realizzato il ritratto di Karl Marx nel 1875.

## Biografia
Le notizie circa la sua vita prima del 1841 sono frammentarie e lacunose, non supportate da documentazione certa. Pare che sia nato da John Meal, un produttore chimico, e dalla moglie Elizabeth Schaff. Un'altra informazione riporta che si sarebbe sposato nel 1834 con Eliza Parkin (1816–1870) dalla quale avrebbe avuto quattro figli. Un censimento del 1841 lo classificherebbe come tessitore di lino o commerciante. Sappiamo invece per certo che alla fine del 1841 o nel 1842 salpò alla volta degli Stati Uniti e, dopo un soggiorno a New York, si stabilì a Filadelfia. Sembra che in questa città abbia adottato il cognome Mayall.
Un'altra incertezza è relativa anche alla sua attività di dagherrotipista che, secondo le sue successive dichiarazioni, avrebbe imparato nella madre patria, ma secondo altre fonti avrebbe appreso a Filadelfia frequentando il chimico, docente all'Università della Pennsylvania, dottor Paul Beck Goddard e il chimico di origini danesi Martin Hans Boyè. In ogni caso creò una società con un altro inglese, Samuel Van Loan, per un atelier fotografico che nel 1844 ricevette un premio dalla Franklin Institute grazie alla loro produzione. Mayall, infatti, realizzò una serie di dieci dagherrotipi che raffiguravano scene della "Preghiera del Signore": tale scopo illustrativo della fotografia per l'epoca era innovativo ed anticipava i temi che avrebbero trattato di lì a poco fotografi come Oscar Rejlander e Julia Margaret Cameron. Nel 1845 acquisì la parte dello studio del socio e l'anno seguente lo vendette a Marcus Aurelius Root (1808–1888), uno dei fotografi più in vista col dagherrotipo, e tornò in Inghilterra.
Si stabilì a Londra ed andò a lavorare come assistente di un altro pioniere del dagherrotipo Antoine Claudet ma decise di mettersi in proprio l'anno seguente ed ebbe come assistente Cornelius Jabez Hughes. Dal 1848 chiamò il proprio studio "American Daguerreotype Institution". Girava voce che Mayall fosse americano e ciò potrebbe aver contribuito al suo successo in quanto la tecnologia americana veniva considerata superiore a quella inglese. Molto presto egli diventò uno dei fotografi più famosi di Londra.
Come molti fotografi dell'epoca, fu anche uno sperimentatore di tecniche e acidi con l'intento di migliorare il risultato finale e di abbassare il tempo di esposizione. Brevettò varie invenzioni, tra le quali una sorta di stampa su avorio artificiale ma ad un costo molto inferiore che chiamò "ivoriotype" e i ritratti vignettati realizzati con un foro a forma di stella che ruotava tra la macchina fotografica e l'oggetto fotografato in grado di fornire la massima luminosità al ritratto e scurendo l'immagine e perdendo dettagli man mano che si avvicinava ai bordi. Negli anni '50 passò al collodio umido perché offriva maggiori garanzie e soprattutto perché forniva un negativo per la stampa a contatto con la possibilità di ottenere tante copie.
La grande svolta in termini professionali, ma anche di notorietà, arrivò nel 1851 quando espose 72 dagherrotipi alla Grande esposizione di Londra, parte dei quali scattati nel periodo americano. Oltre ad una menzione d'onore, fu soprattutto l'attenzione da parte del principe Alberto, marito della regina Vittoria, che lo pose all'attenzione della casa reale. Il principe infatti invitò Mayall a fotografare i regnanti e i loro familiari nel 1855. La crescente notorietà ed il successo professionale erano tali che aprì nel 1853 un secondo studio a Londra e fu inoltre attivo anche presso l'esercito britannico addestrando due soldati a fotografare la guerra di Crimea.
Nonostante le critiche negative della rivista britannica "The Athenaeum" che scrisse in merito alle immagini esposte alla Grande Esposizione londinese: "A noi queste immagini sembrano un errore. Nella migliore delle ipotesi, possiamo solo sperare di ottenere una mera resa naturalistica", Mayall proseguì nella ricerca artistica che in quegli anni aveva come obiettivo quello della verosimiglianza rispetto al soggetto. Del resto, nel 1860 i suoi ritratti reali furono descritti come "bellissimi esemplari di arte fotografica". Nei suoi annunci sui giornali londinesi fece pubblicare: "i modelli sono tenuti a mettersi il più possibile nelle mani dell'artista". La fotografia del sergente Thomas Dawson, senza un braccio perso in battaglia, e di sua figlia, viene considerata una delle fotografie più importanti mai scattate.
Nel maggio dello stesso anno, Mayall scattò una serie di ritratti della famiglia reale, permettendogli di pubblicarli come carte de visite. Nel mese di agosto, egli le pubblicò sotto forma di Royal Album composto da 14 ritratti del principe Alberto, della regina Vittoria e dei loro figli. Il Royal Album ebbe un enorme successo e vendette centinaia di migliaia di copie.
Un'altra serie di ritratti dei reali fu pubblicata nel 1861. Quando il principe Alberto morì di febbre tifoide nel dicembre dello stesso anno, con la sua morte si creò un'enorme richiesta del suo ritratto. Il Photographic News riferì in seguito che entro una settimana dalla sua morte "non meno di 70.000 delle sue carte de visite furono ordinate a Marion & Co.". Si seppe che entro la fine degli anni Sessanta Marion & Co aveva pagato al fotografo la somma di 35 000 sterline per i suoi ritratti (carte de visite) della famiglia reale di cui l'atelier di Mayall produsse oltre la metà di un milione di carte all'anno per un reddito medio annuo di circa 12 000 sterline.
Nel 1863, oltre ai tre atelier londinesi, decise di aprirne un quarto nella località balneare di Brighton presso il quale si trasferì egli stesso l'anno seguente, lasciando a Londra il figlio maggiore Edwin (1835–1872) ed il secondogenito Joseph Parkin (1839-1906). Dal 1865 anche a Brighton fu assistito dall'altro figlio John junior (1842–1891). In pratica, Mayall è divenuta una azienda di famiglia con ben 10 studi a Londra, tre a Brighton e uno a Kingston upon Thames.
Con l'ingresso dei figli nella gestione degli studi e la moltiplicazione degli stessi con molti assistenti di cui non conosciamo i nomi, risulta praticamente impossibile stabilire con certezza chi sia stato l'autore dei ritratti di personaggi come, ad esempio, Albert Heim e John Ruskin.
Dopo la morte della moglie, avvenuta nel 1870, sposò la vedova Celia Victoria Hooper, dalla quale ebbe tre figli. Mayal si dedicò anche alla politica: fu dapprima consigliere nel 1874, quindi assessore ed infine sindaco di Brighton nel 1878.

## Galleria d'immagini

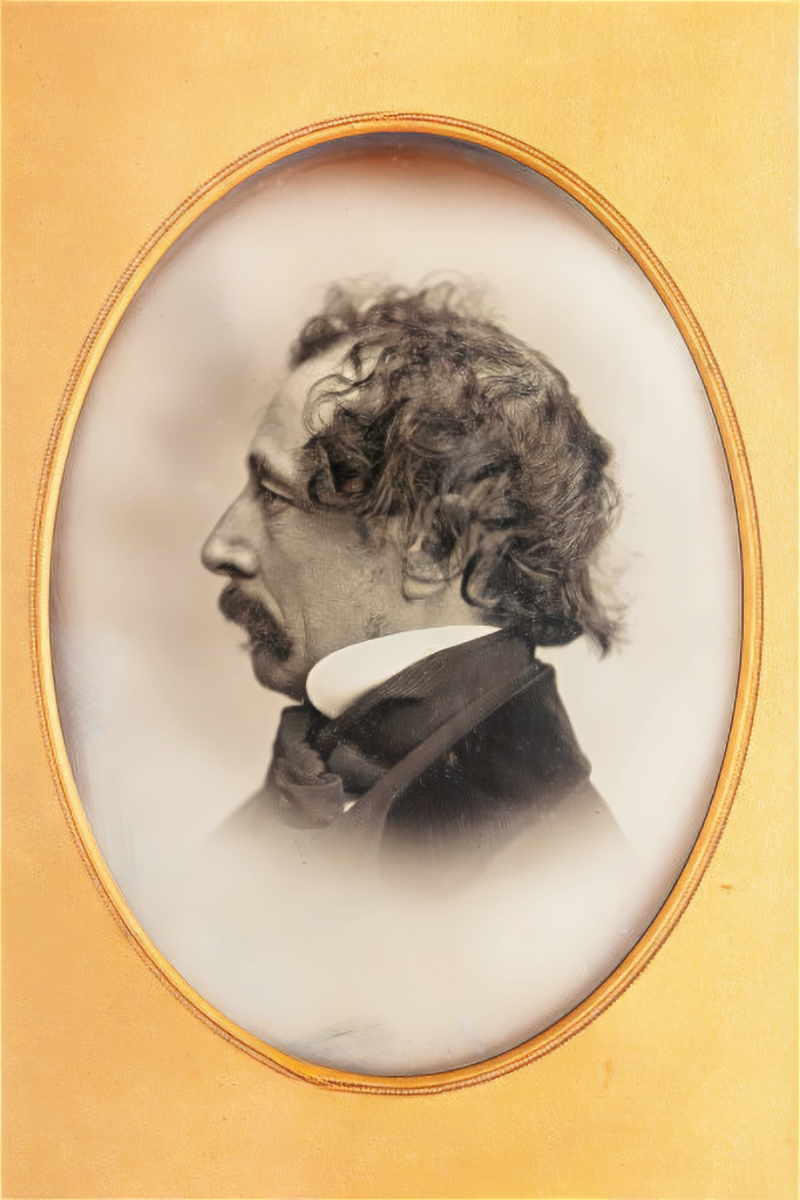
Lo scrittore Charles Dickens, 1853-55
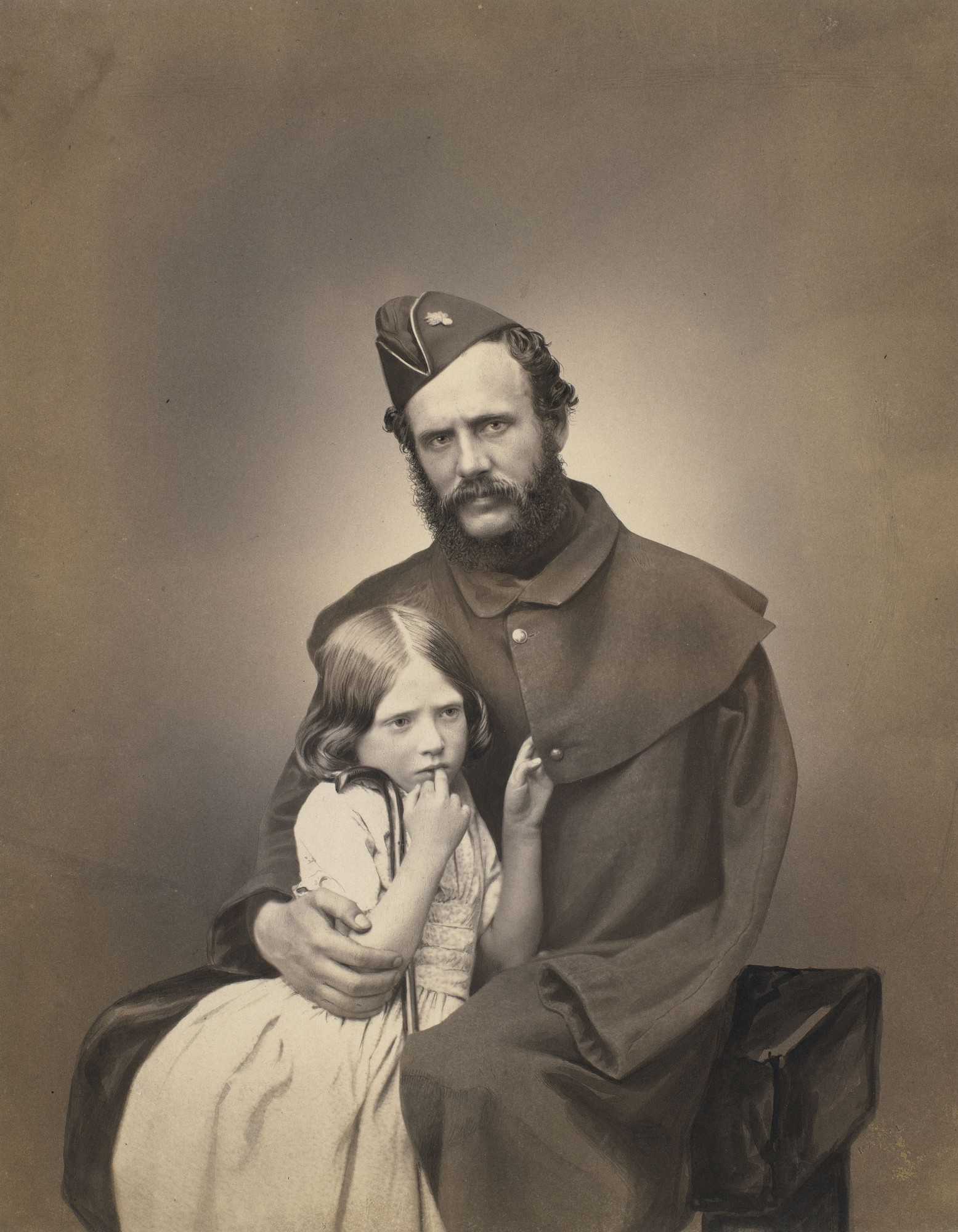
Il sergente Thomas Dawson e sua figlia, 1855
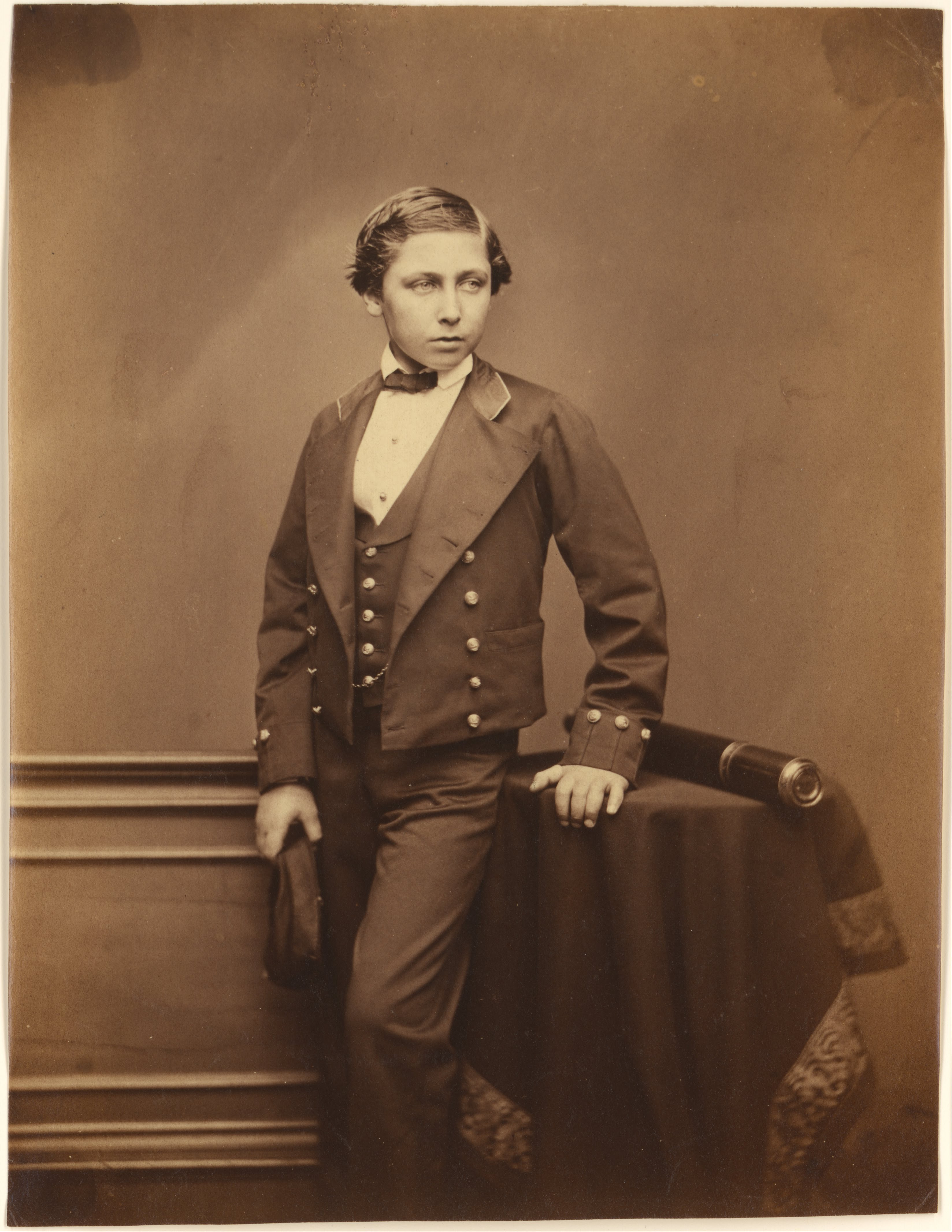
Edoardo VII principe di Galles, 1856 circa
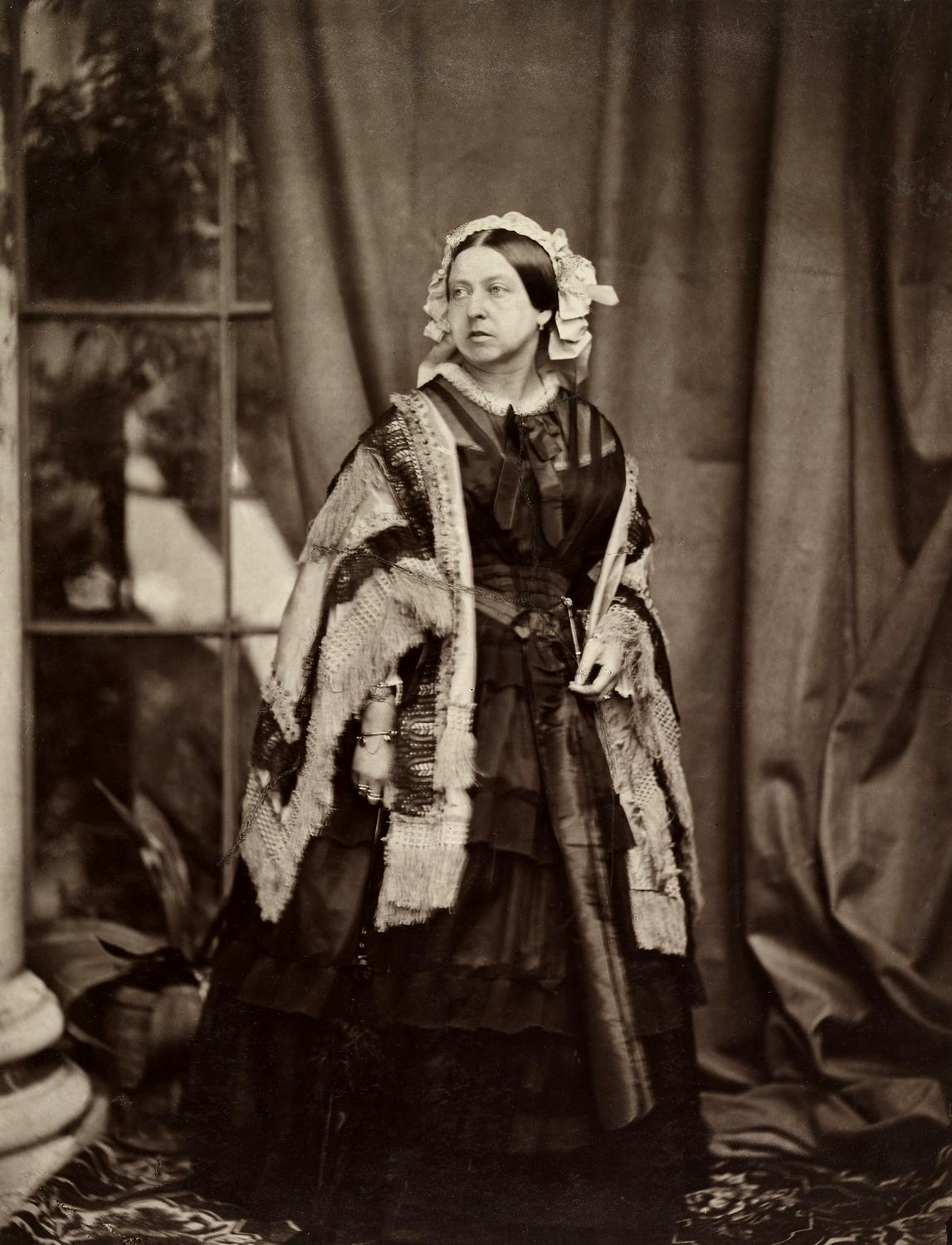
La regina Vittoria, 1860
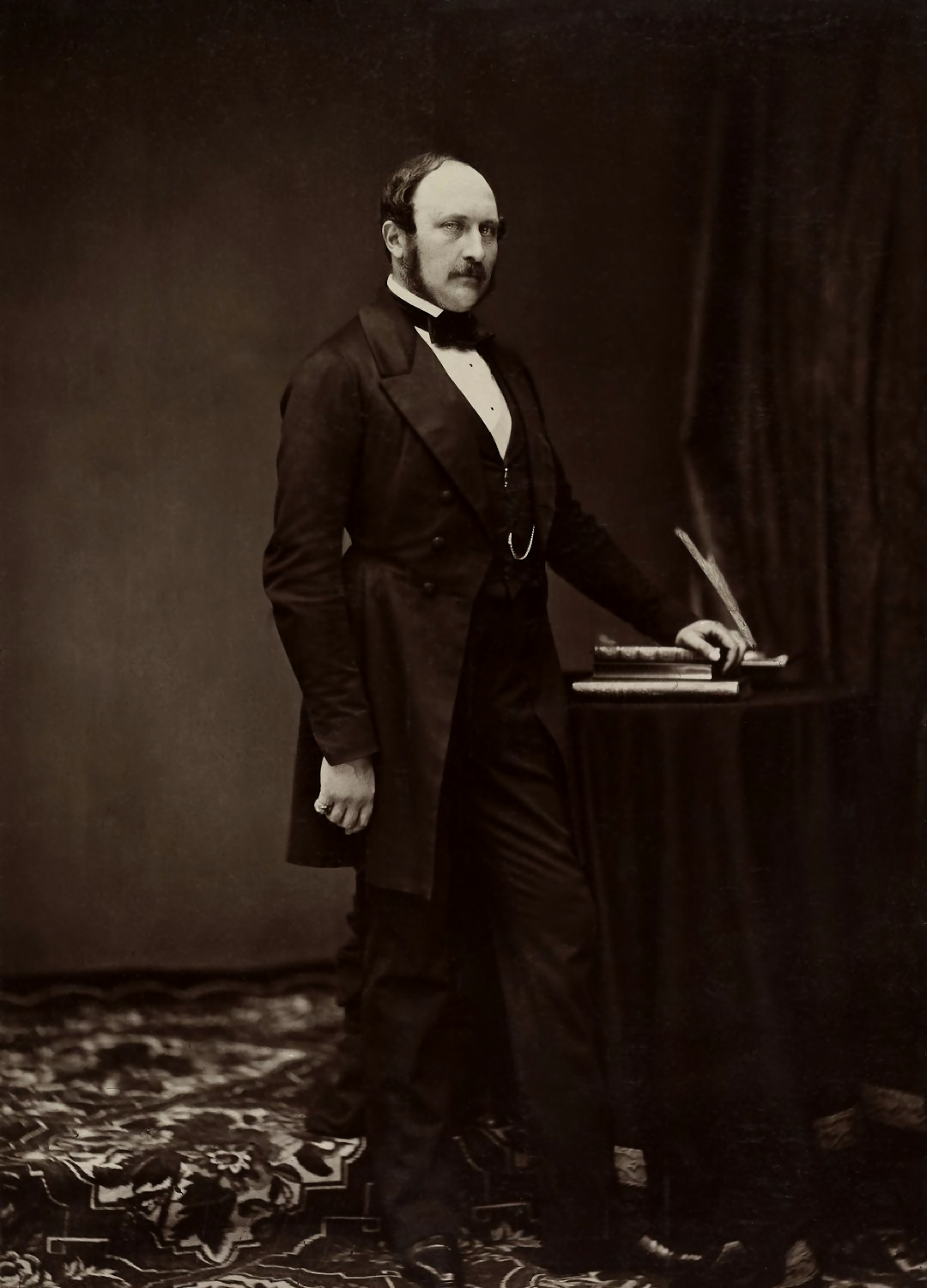
Il principe Alberto, 1860
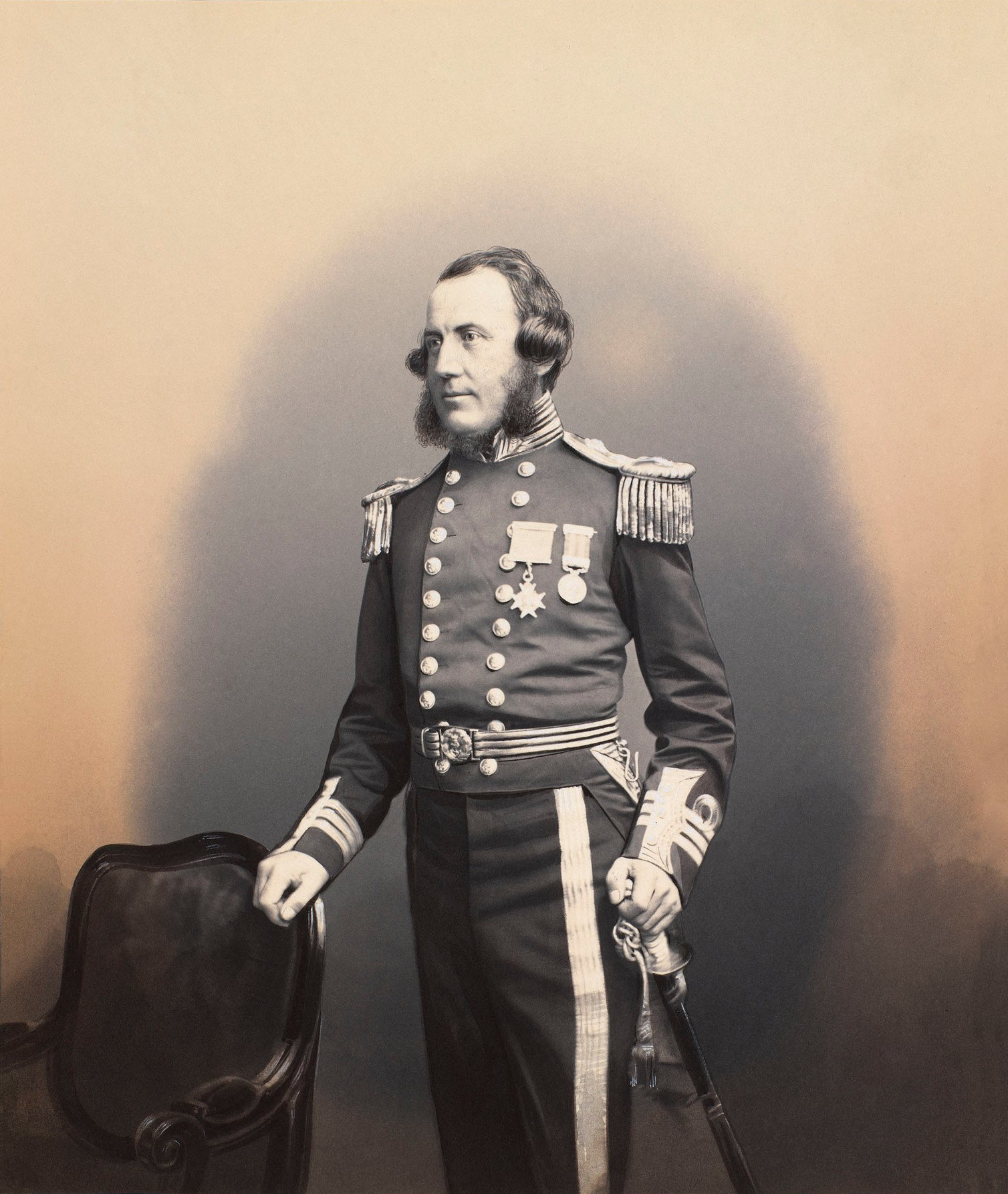
L'ammiraglio Sir John W. Tarleton, 1860
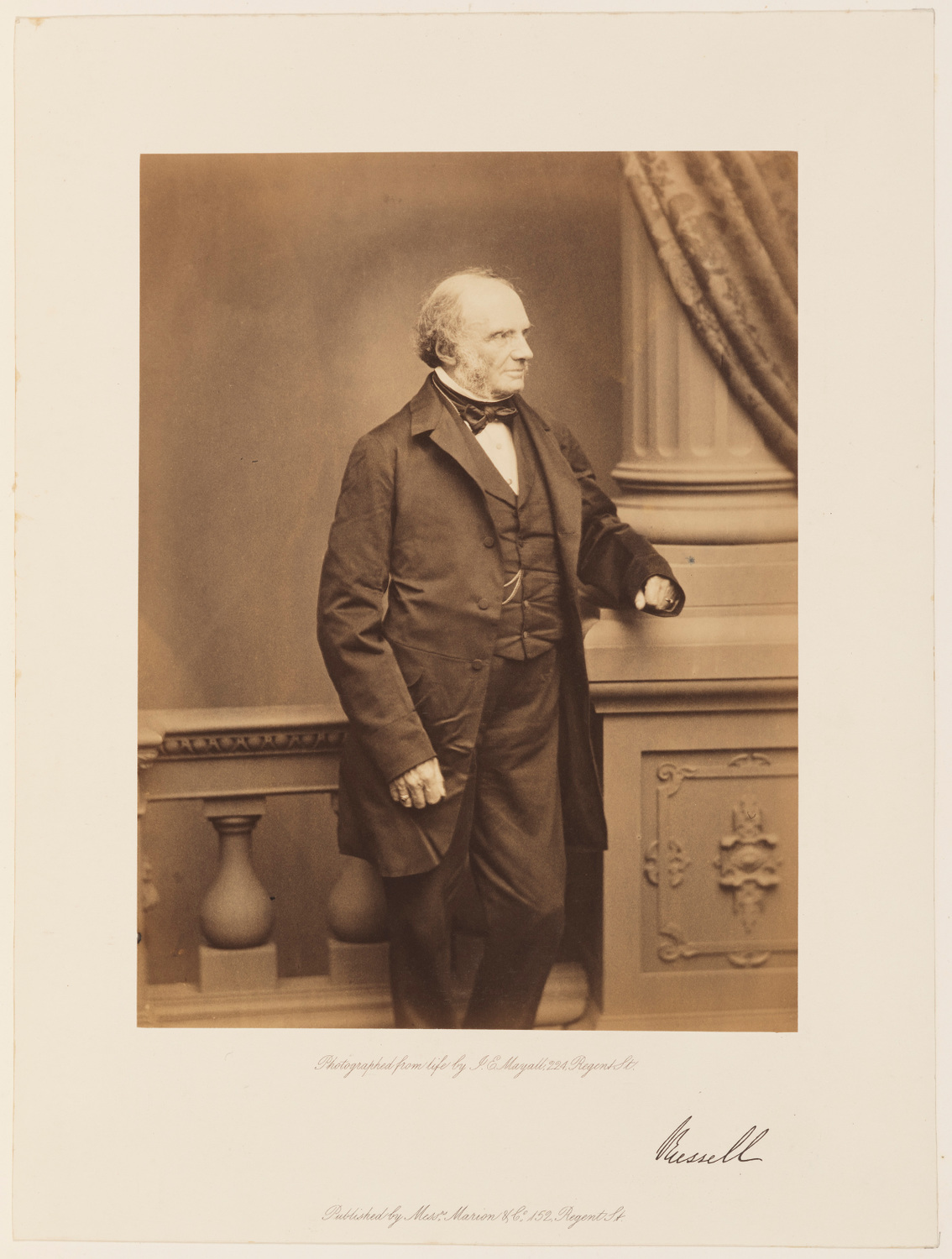
John Russell, I conte di Russell, 1861
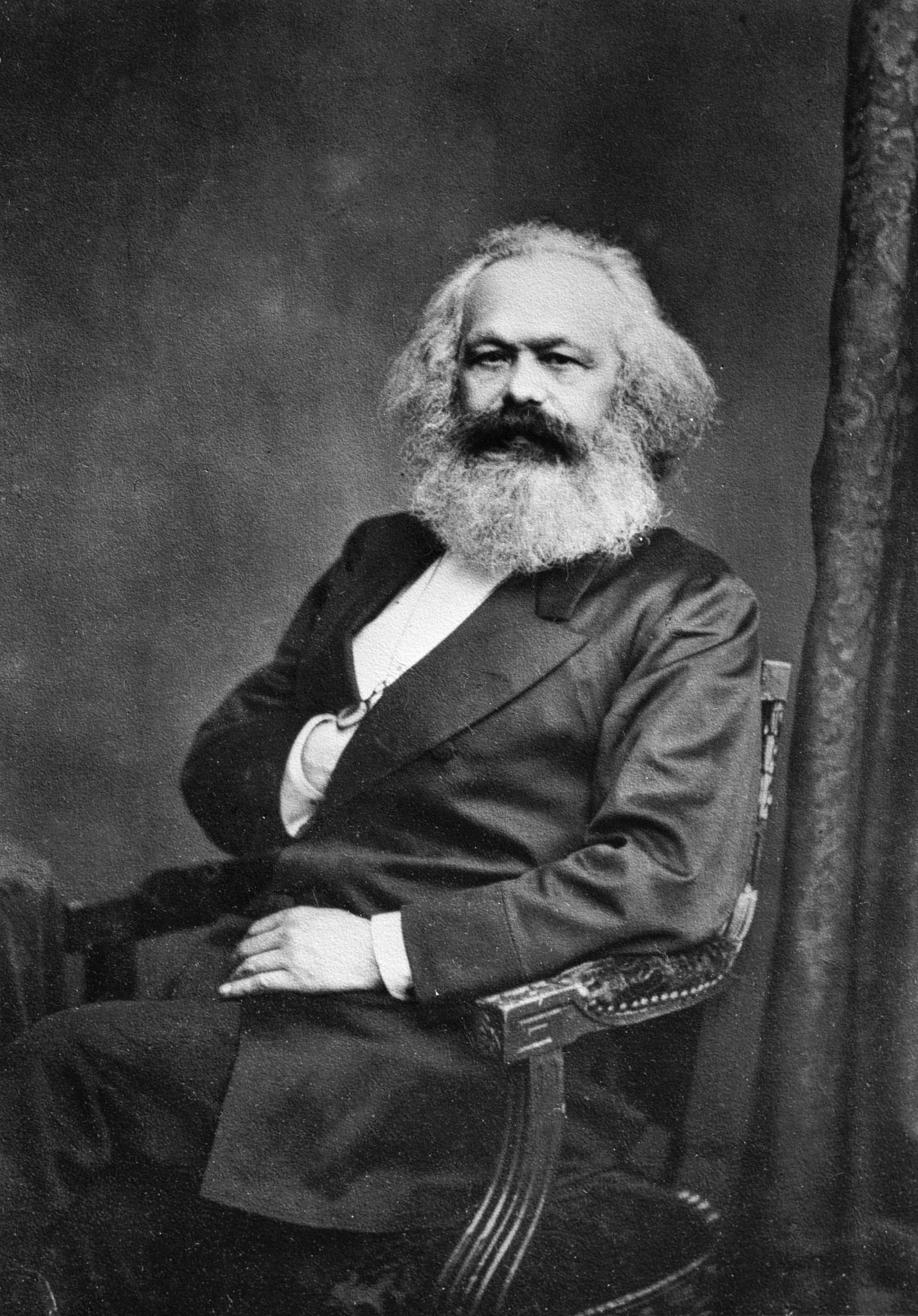
Il filosofo Karl Marx, 1875